# Euphrasia petriei
Euphrasia petriei là loài thực vật có hoa thuộc họ Cỏ chổi. Loài này được Ashwin mô tả khoa học đầu tiên năm 1961.